# Axel Åhlström
Axel Leonard Åhlström, född den 12 februari 1891 i Helsingfors, död den 26 oktober 1934 i Helsingfors, var en finländsk tidningsman och politiker. 
Åhlström gick tidigt med i arbetarrörelsen, utbildade sig till folkskollärare, men blev snart tidningsman på heltid. Han tillhörde under kriget 1918 tidningen Arbetets redaktion och satt sedan i fångläger på Sveaborg, därifrån han rymde. Han var från 1921 redaktör och från 1925 chefredaktör (samt populär kåsör under signaturen J:son) vid Arbetarbladet, som under hans ledning utvecklades till ett i vida kretsar uppskattat kulturorgan med flera sedermera kända författare (bland annat Elmer Diktonius) som regelbundna bidragsgivare; också politiskt hade den ett inflytande som gick över partigränserna. Åhlström var från 1922 ordförande för Finlands svenska arbetarförbund och från 1929 socialdemokratisk riksdagsman.